# Takeuchi (empresa)

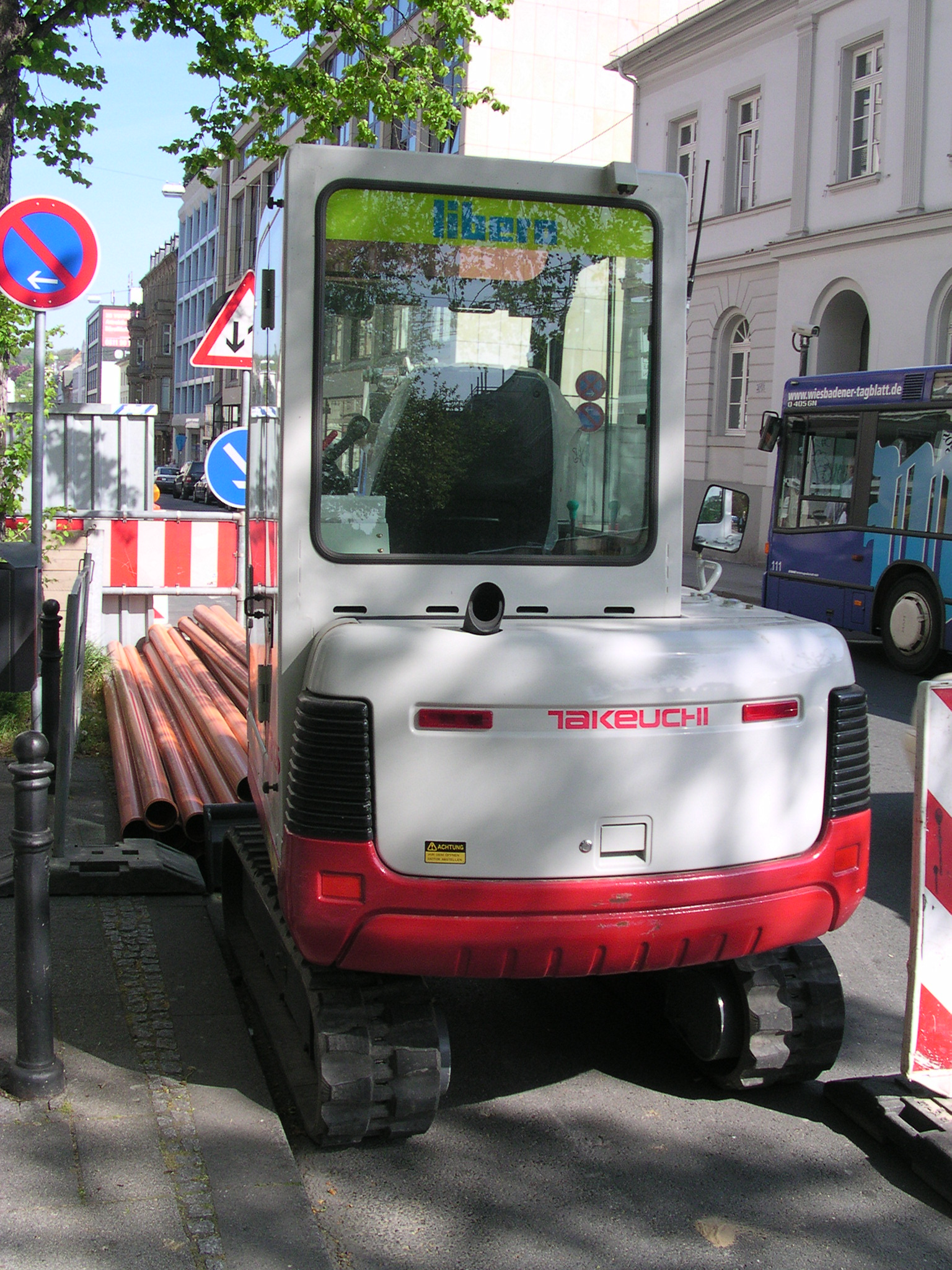
Miniexcavadora Takeuchi TB12 (Ancho 1,45 m, peso alrededor de 2,8 t).

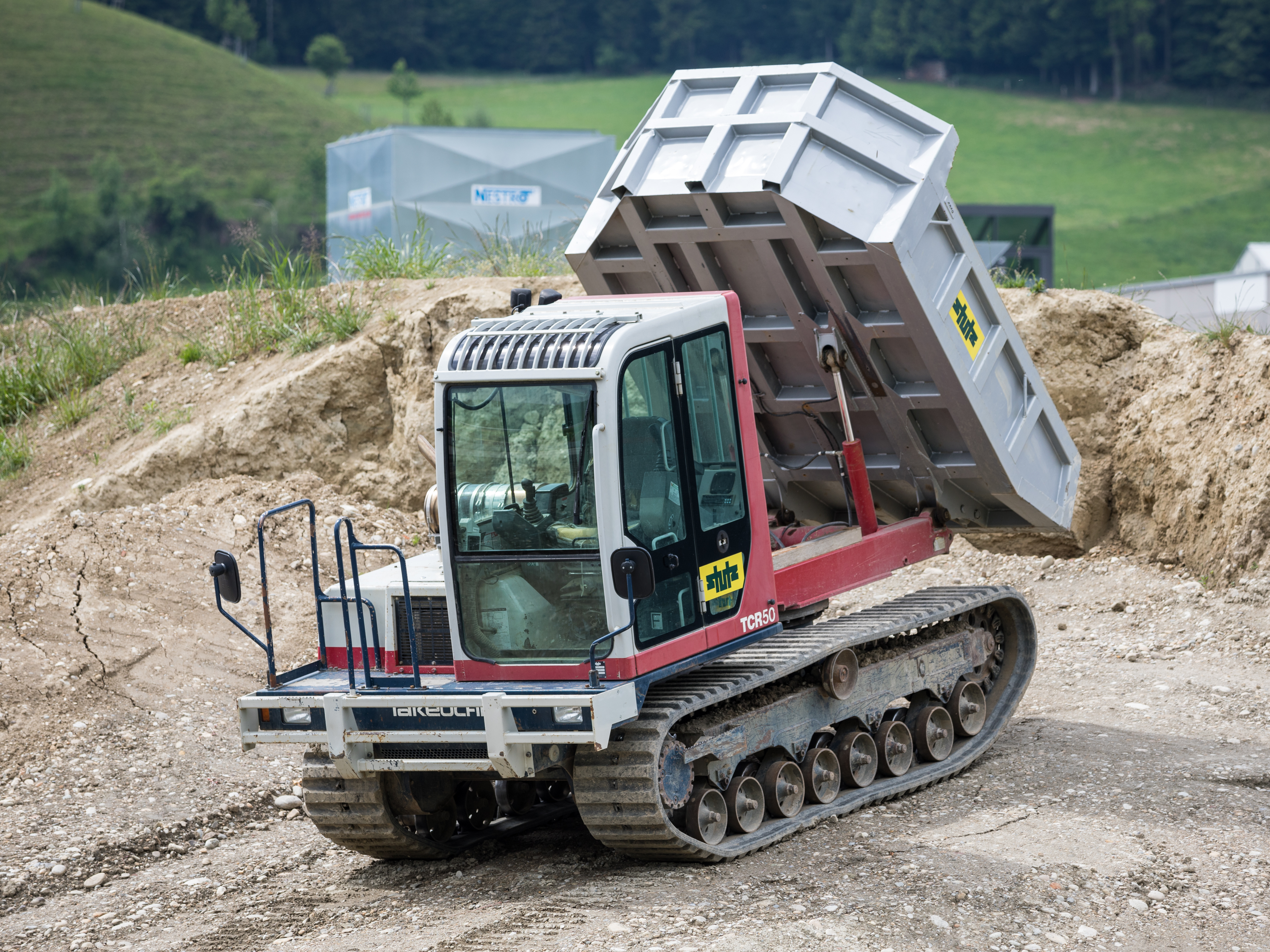
Volquete sobre orugas Takeuchi TCR50.

La corporación Takeuchi. Co. Ltd (en japonés: 株式会社竹内) (en rōmaji: Kabushikigaisha Takeuchi) es una empresa japonesa de maquinaria de construcción que fabrica excavadoras, cargadoras y volquetes. La corporación Takeuchi. Co. Ltd, es una empresa industrial japonesa y fue fundada en 1963 por Akio Takeuchi. La empresa tiene una sucursal en los Estados Unidos llamada "Takeuchi USA" desde 1979. La sede de la empresa se encuentra en Sakaki, en la Prefectura de Nagano. Takeuchi es considerado como el inventor de la miniexcavadora. La gama de productos incluye miniexcavadoras desde 700 kg hasta 14 460 kg. Las primeras máquinas tenían nombres de tres dígitos, seguidas por la legendaria TB 15 de color naranja, las máquinas sucesoras se llamaban respectivamente: TB 015, TB 014 y TB 016; el número representa el peso operativo. Además, en el mercado europeo también se encuentran disponibles palas excavadoras con pesos operativos de hasta ocho toneladas. También se las llama excavadoras circulares envolventes porque estas excavadoras pueden girar en un ángulo de 360° grados (en un círculo envolvente).
Las máquinas se consideran de muy alta calidad y, por tanto, su adquisición es bastante cara. El importador general para Alemania (desde 1985), Polonia y Bulgaria es la empresa Wilhelm Schäfer GmbH, de Heppenheim, Hesse, Alemania, que desde 2014 forma parte del importador general de Takeuchi para los países del Benelux, Verhoeven International.
La agencia general de Takeuchi para Austria, Suiza, Tirol del Sur, España, Portugal, República Checa, Eslovaquia, Hungría, Eslovenia, Croacia, Montenegro, Bosnia y Herzegovina, Albania, Macedonia del Norte, Serbia y Rumanía es la corporación Huppenkothen Baumaschinen y tiene su sede en Lauterach, Vorarlberg, Austria.